# Минокамо
Минокамо  (яп. 美濃加茂市  Минокамо-си) город расположенный на юге префектуры Гифу, Япония. Статус города данное поселение получило 1 апреля 1954 года после слияния нескольких населённых пунктов: Ота, Номура, Ибука, Санва и др.
Площадь города составляет 74,81 км², население — 55 043 человека (1 июля 2014), плотность населения — 735,77 чел./км².
В черте города Хида впадает в Кисо.

## Экономика
Экономика города представлена сельским хозяйством (садоводчество хурмы, груши), консервным заводом, а также подразделениями крупных японских корпораций Sony и Hitachi.

## Города-побратимы
- Даббо, Австралия